# Capilla del Espíritu Santo (Laredo)

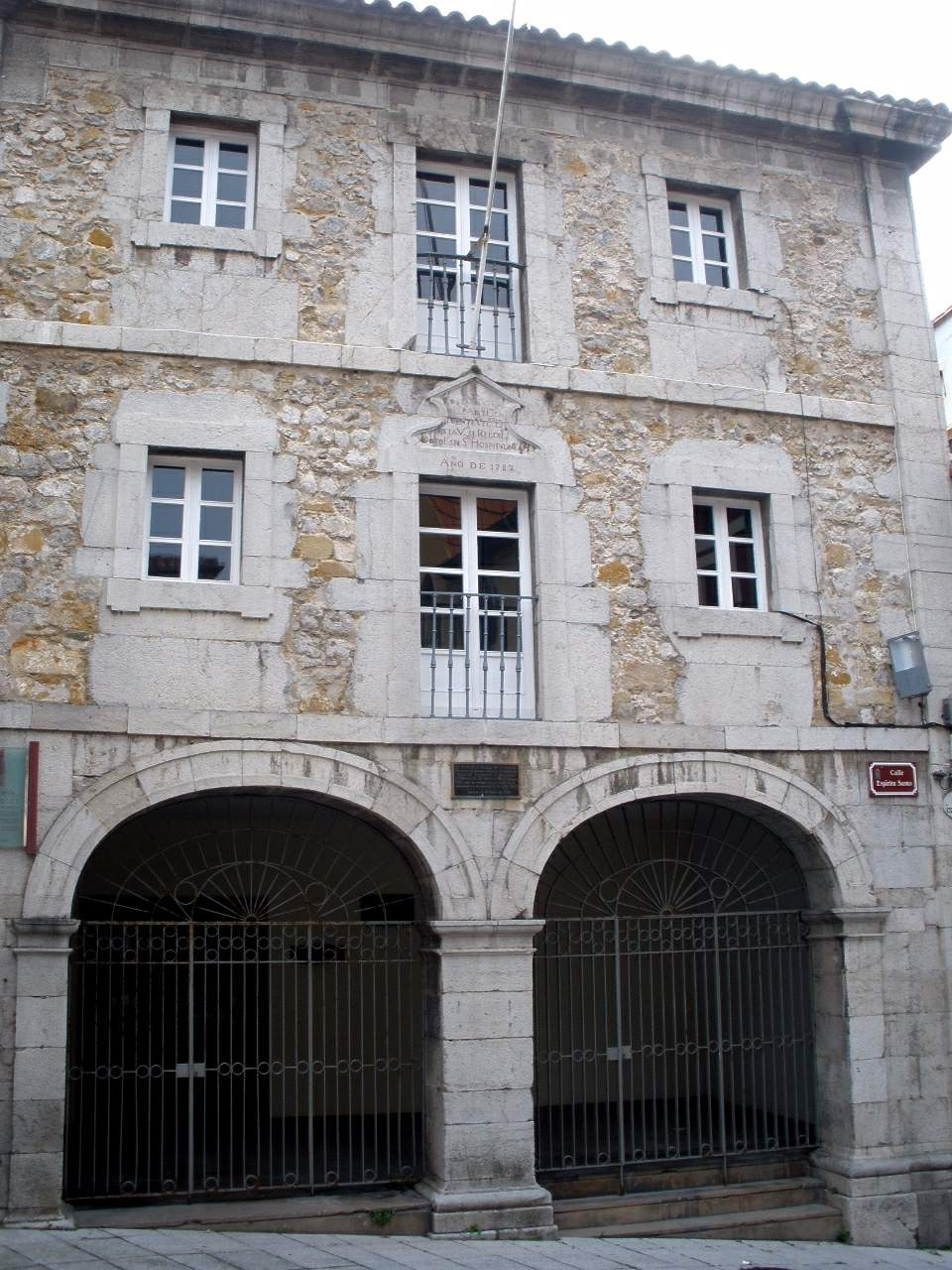
Antiguo hospital de Laredo, fundado junto a la capilla.

La capilla del Espíritu Santo es un templo católico de estilo románico emplazado en la Puebla Vieja de Laredo (Cantabria, España), entre las calles de San Francisco y del Espíritu Santo. Data de finales del siglo XV.
Se edificó al lado del antiguo hospital de la villa, edificio coetáneo a la capilla.
De estilo románico muy tardío, se construyó en 1492 por orden de García González de Escalante y de su mujer Catalina Fernández del Castillo, para ser enterrados en ella. Tiene en el interior del ábside, que es ciego, un fresco bastante deteriorado que muestra escenas sagradas. La cabecera presenta fábrica de mampostería. Destacan en el exterior varios canecillos con decoraciones figurativas y geométricas, además de la pequeña espadaña, añadida posteriormente.